# Ugyen Wangchuck
Sir Ugyen Wangchuck, o Deb Nagpo (Distretto di Bumthang, 1862 – Distretto di Bumthang, 26 agosto 1926), è stato il primo Re Drago del Bhutan.

## Biografia
Era Penlop di Trongsa (Bhutan centrale) e, dopo aver sconfitto i suoi nemici, unì il Paese, uscito da poco da una serie di guerre civili e rivolte.
Era anche Penlop di Paro (Bhutan occidentale).
Il 17 dicembre 1907, a Punakha, all'epoca capitale del Bhutan, fu scelto come sovrano ereditario dal popolo. Fu incoronato nello dzong di Punakha
Fu un abile amministratore e un politico saggio. Cominciò a riformare il Bhutan, dove introdusse un sistema di istruzione di tipo occidentale, aprendo un numero considerevole di scuole.
Firmò il trattato anglo-bhutanese del 1910. Resse la monarchia per 19 anni. Si sposò per la quarta volta con la regina Ashi Tsundue Pema Lhamo.
Morì il 21 agosto del 1926 e gli succedette il figlio Jigme Wangchuck.
Per aver aiutato la spedizione del colonnello britannico Francis Younghusband a Lhasa, nel Tibet, nel 1904 fu nominato cavaliere dagli inglesi.

## Ascendenza
|                                                                  |   |                                                     | Genitori |  |  | Nonni |  |  | Bisnonni |  |  | Trisnonni |  |
|                                                                  |   |                                                     |          |  |  |       |  |  | Padma    |  |  | Rabgyas   |  |
|                                                                  |   |                                                     |          |  |  |       |  |  | Padma    |  |  | Rabgyas   |  |
|                                                                  |   | …                                                   |          |  |  |       |  |  | Padma    |  |  |           |  |
| Pila Gonpo Wangyal                                               |   |                                                     |          |  |  |       |  |  | Padma    |  |  |           |  |
|                                                                  |   | …                                                   | …        |  |  |       |  |  |          |  |  |           |  |
|                                                                  |   | …                                                   | …        |  |  |       |  |  |          |  |  |           |  |
|                                                                  |   | …                                                   | …        |  |  |       |  |  |          |  |  |           |  |
| Jigme Namgyal, X Penlop di Trongsa e XLVIII Druk Desi del Bhutan |   | …                                                   |          |  |  |       |  |  |          |  |  |           |  |
|                                                                  |   | …                                                   | …        |  |  |       |  |  |          |  |  |           |  |
|                                                                  |   | …                                                   | …        |  |  |       |  |  |          |  |  |           |  |
|                                                                  |   | …                                                   | …        |  |  |       |  |  |          |  |  |           |  |
| Sonam Pedzom                                                     |   | …                                                   |          |  |  |       |  |  |          |  |  |           |  |
|                                                                  |   | …                                                   | …        |  |  |       |  |  |          |  |  |           |  |
|                                                                  |   | …                                                   | …        |  |  |       |  |  |          |  |  |           |  |
|                                                                  |   | …                                                   | …        |  |  |       |  |  |          |  |  |           |  |
| Ugyen Wangchuck, I Re Drago del Bhutan                           |   | …                                                   |          |  |  |       |  |  |          |  |  |           |  |
|                                                                  | … | …                                                   |          |  |  |       |  |  |          |  |  |           |  |
|                                                                  | … | …                                                   |          |  |  |       |  |  |          |  |  |           |  |
|                                                                  | … | …                                                   |          |  |  |       |  |  |          |  |  |           |  |
| Ugyen Phuntsho, VIII Penlop di Trongsa                           | … |                                                     |          |  |  |       |  |  |          |  |  |           |  |
|                                                                  |   | …                                                   | …        |  |  |       |  |  |          |  |  |           |  |
|                                                                  |   | …                                                   | …        |  |  |       |  |  |          |  |  |           |  |
|                                                                  |   | …                                                   | …        |  |  |       |  |  |          |  |  |           |  |
| Pema Choki                                                       |   | …                                                   |          |  |  |       |  |  |          |  |  |           |  |
|                                                                  |   | Sonam Drugyel, V Penlop di Trongsa e XXXI Druk Desi | …        |  |  |       |  |  |          |  |  |           |  |
|                                                                  |   | Sonam Drugyel, V Penlop di Trongsa e XXXI Druk Desi | …        |  |  |       |  |  |          |  |  |           |  |
|                                                                  |   | Sonam Drugyel, V Penlop di Trongsa e XXXI Druk Desi | …        |  |  |       |  |  |          |  |  |           |  |
| Rinchen Pelmo                                                    |   | Sonam Drugyel, V Penlop di Trongsa e XXXI Druk Desi |          |  |  |       |  |  |          |  |  |           |  |
|                                                                  |   | …                                                   | …        |  |  |       |  |  |          |  |  |           |  |
|                                                                  |   | …                                                   | …        |  |  |       |  |  |          |  |  |           |  |
|                                                                  |   | …                                                   | …        |  |  |       |  |  |          |  |  |           |  |
|                                                                  |   | …                                                   |          |  |  |       |  |  |          |  |  |           |  |